# Odontotaenius floridanus
Odontotaenius floridanus (denominado popularmente, em inglêsː bess beetle, betsy beetle, patent leather beetle ou peg beetle) é um inseto norte-americano da ordem Coleoptera e da família Passalidae; um escaravelho cujo habitat se localiza na região sudeste dos Estados Unidos; endêmico do condado de Highlands, Flórida, em uma região conhecida como Lake Wales Ridge. Foi classificado em artigo científico de dezembro de 1994 - "Odontotaenius floridanus New Species (Coleoptera: Passalidae): A Second U.S. Passalid Beetle" - por Jack C. Schuster; que afirma que "esta espécie pode ter evoluído, como uma população isolada, em épocas de maior nível do mar, de sua espécie continentalː O. disjunctus"; a única outra espécie de Passalidae do seu gênero, nos Estados Unidos, e a mais distribuída e comum; também encontrada em parte da Flórida.

## Descoberta da espécie
De acordo com Jack C. Schuster, a espécie foi descoberta desta formaː

## Descrição
Estes besouros são negros e reluzentes, com pubescência dourada, visível a olho nu, no seu par mediano de pernas, protórax e antenas; sendo os três segmentos mais afastados dotados de lamelas (pontas em forma de lâminas). Os élitros contém sulcos profundos e longitudinais e existe uma ranhura média no protórax; ambos separados, élitros e protórax, por uma fina cintura. Isto e suas antenas são características facilmente identificáveis na família. Um único prolongamento, a modo de chifre e curvado, aponta para a frente, no topo da cabeça e entre os seus olhos; além da presença de mandíbulas grossas, claramente visíveis e robustas, na frente. A espécie Odontotaenius floridanus difere de Odontotaenius disjunctus por possuir uma protuberância cefálica mais baixa e pernas anteriores mais largas.

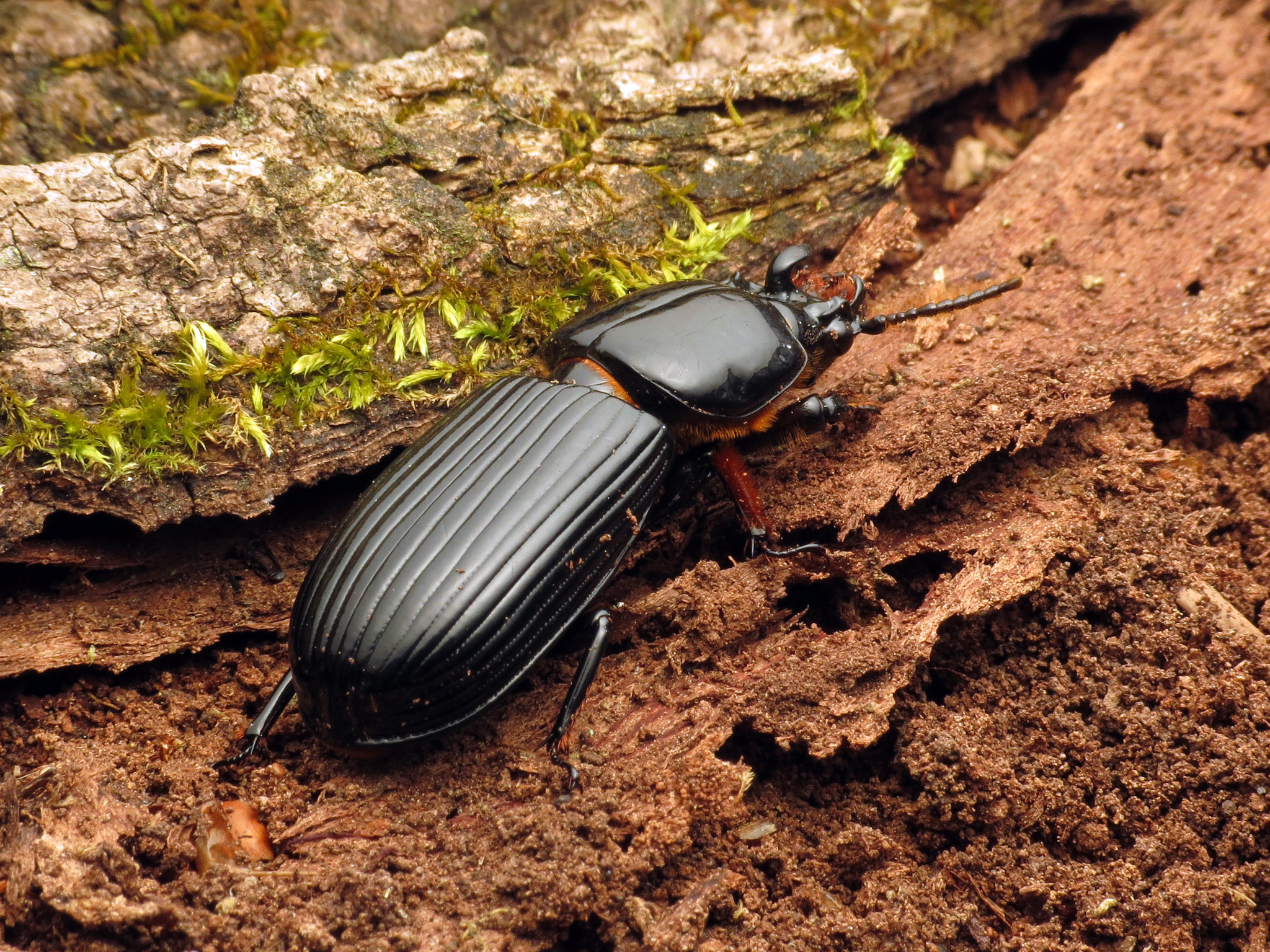
O besouro norte-americano Odontotaenius disjunctus, a espécie mais distribuída de Passalidae dos Estados Unidos;[6] aqui mostrando sua protuberância, a modo de chifre; maior que a de O. floridanus.

## Simpatria
Na região do condado de Highlands ocorrem as duas espécies norte-americanas do gênero Odontotaenius, em uma relação ecológica denominada simpatria (ou seja Odontotaenius disjunctus e Odontotaenius floridanus são espécies simpátricas); com ambas as espécies não atingindo o sul da Flórida.